# Nils Blommér

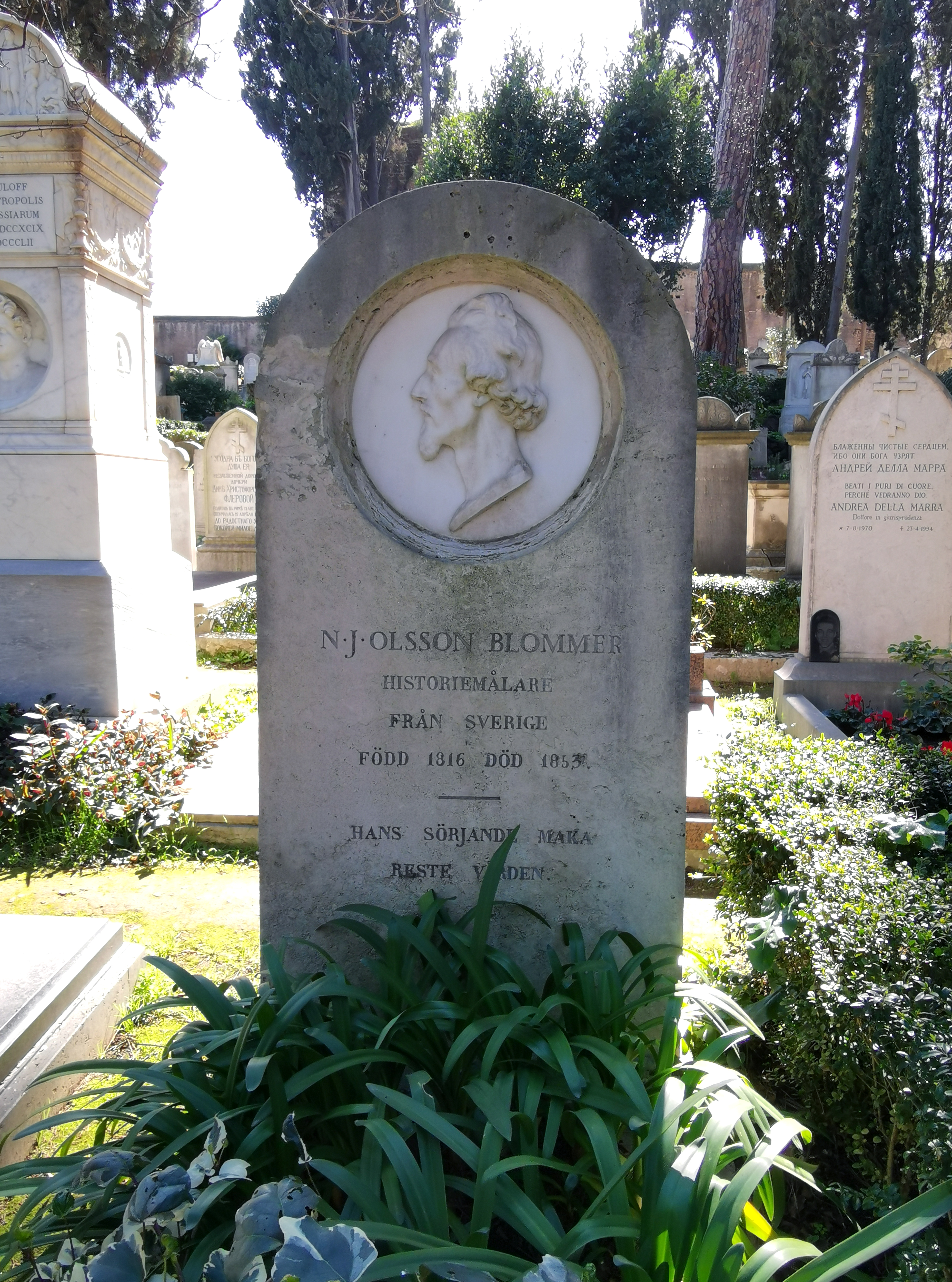
Grab auf dem Nichtkatholischen (Protestantischen) Friedhof Rom

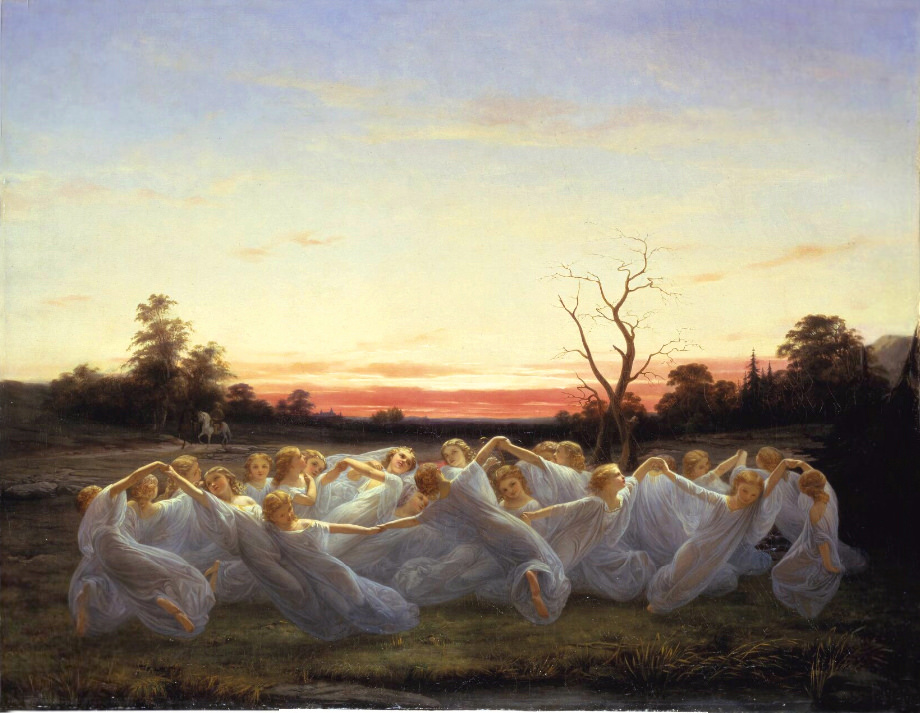
Wiesenelfen, 1850, Nationalmuseum, Stockholm

Nils Blommér (geboren 12. Juni 1816 in Blommeröd, Schonen; gestorben 1. Februar 1853 in Rom; eigentlich Nils Jakob Olsson) war ein schwedischer Maler, der hauptsächlich in Paris und Rom tätig war.

## Leben
Blommér machte eine Lehre als Handwerksmaler und arbeitete als Geselle in Lund. 1839 wurde er an der schwedischen Kunstakademie aufgenommen. 1847 erhielt er ein generöses Stipendium, worauf er nach Paris in die Schule von Léon Cogniet zog. Blommér ist auf dem Protestantischen Friedhof in Rom beerdigt.
Blommér war Naturmystiker und beeinflusst von den Strömungen seiner Zeit. Die Neuromantiker Geijer, Atterbom und Stagnelius hatten einen großen Einfluss auf Blommérs Schaffen. Aus diesem Grund malte er mehrere Tafeln zum Thema Elfen, zum Beispiel Wiesenelfen von 1850. Inspiriert wurde Blommér auch durch den österreichischen Maler Moritz von Schwind und dessen Motiven aus dem Volksglauben. Blommér war überzeugt davon, dass die Natur eine Seele besitzt, die sich in den Sagengestalten zeigt.